# حوزه انتخابیه کلی آلاباما
حوزه انتخابیه کلی آلاباما یک حوزه انتخابیه مجلس نمایندگان آمریکا است که در ایالت آلاباما قرار دارد.